# Lo Fidelity Allstars
Lo Fidelity Allstars ist eine Musikband der elektronischen Musikrichtung Big Beat, die 1996 in London gegründet wurde.

## Werdegang
Die Gruppe besteht aus den Musikern Andy Dickenson, Johnny Machin, Dale Maloney und Phil.
Bei ihren Aufnahmen verwendete die Band bewusst minderwertige Geräte (Low Fidelity-Equipment), um eine Differenzierung zu erreichen und die Aussage ihrer Musik zu untermauern. Das 2002 erschienene Album Don’t Be Afraid of Love beinhaltet mehrere Songs von Gastkünstlern, darunter auch Funkmusik-Legende Bootsy Collins.

## Diskografie

### Alben
| Jahr | Titel                            | Höchstplatzierung, Gesamtwochen, AuszeichnungChartplatzierungen (Jahr, Titel, Platzierungen, Wochen, Auszeichnungen, Anmerkungen) | Höchstplatzierung, Gesamtwochen, AuszeichnungChartplatzierungen (Jahr, Titel, Platzierungen, Wochen, Auszeichnungen, Anmerkungen) | Anmerkungen |
| Jahr | Titel                            | UK | US | Anmerkungen |
| ---- | -------------------------------- | --- | --- | ----------- |
| 1998 | How to Operate with a Blown Mind | UK15 Silber · (7 Wo.)UK | US115 (19 Wo.)US |             |
| 2002 | Don’t Be Afraid of Love          | UK85 (1 Wo.)UK | — |             |

Weitere Alben
- 2000: On the Floor at the Boutique (Kompilation)
- 2003: Abstract Funk Theory
- 2007: Warming Up the Brain Farm: The Best of (Kompilation)
- 2009: Northern Stomp

### Singles
| Jahr | Titel Album                                        | Höchstplatzierung, Gesamtwochen, AuszeichnungChartplatzierungen (Jahr, Titel, Album, Platzierungen, Wochen, Auszeichnungen, Anmerkungen) | Höchstplatzierung, Gesamtwochen, AuszeichnungChartplatzierungen (Jahr, Titel, Album, Platzierungen, Wochen, Auszeichnungen, Anmerkungen) | Anmerkungen     |
| Jahr | Titel Album                                        | UK | US | Anmerkungen     |
| ---- | -------------------------------------------------- | --- | --- | --------------- |
| 1997 | Kool Roc Bass How to Operate with a Blown Mind     | UK83 (1 Wo.)UK | — |                 |
| 1997 | Disco Machine Gun How to Operate with a Blown Mind | UK50 (2 Wo.)UK | — |                 |
| 1998 | Vision Incision How to Operate with a Blown Mind   | UK30 (2 Wo.)UK | — |                 |
| 1998 | Battle Flag How to Operate with a Blown Mind       | UK36 (2 Wo.)UK | — | feat. Pigeonhed |
| 2002 | Sleeping Faster Don’t Be Afraid Of Love            | UK77 (1 Wo.)UK | — |                 |

Weitere Singles
- 1998: Blisters on My Brain
- 2001: Lo Fi’s in Ibiza
- 2003: Feel What I Feel
- 2009: Smash & Grab World
- 2009: Your Midnight
- 2015: Fire Reigns / Don’t Hate Me ’Cause I’m Beautiful
- 2016: Darkness Rolling